# Andreaw Gravillon
Andreaw Rayan Andy Gravillon (Pointe-à-Pitre, 8 febbraio 1998) è un calciatore francese, difensore dell'Adana Demirspor e della nazionale guadalupense.

## Biografia
Nato a Pointe-à-Pitre in Guadalupa, si trasferisce da bambino in Francia, a Garges-lès-Gonesse.

## Caratteristiche tecniche
È un difensore centrale veloce, forte fisicamente e con un buon senso della posizione. Destro naturale, è dotato di un buon controllo palla e buone capacità di impostazione.

## Carriera

### Club
Muove i primi passi nella squadra locale di Garges-lès-Gonesse. Individuato da un osservatore dell'Inter durante un torneo, entra a far parte delle giovanili nerazzurre nel 2014. Con la Primavera vince Coppa Italia e Campionato. Pur avendo collezionato due convocazioni nella parte finale del campionato 2016-2017, non riesce ad esordire in prima squadra.
Il 1º luglio 2017, Gravillon viene acquistato dal Benevento per 1,5 milioni di euro. Debutta in Serie A il 24 settembre contro il Crotone, subentrando a Gaetano Letizia nel secondo tempo. Con i campani colleziona solamente un'altra presenza nella vittoria contro il Chievo.
Il 17 gennaio 2018 viene ceduto al Pescara, dove raccoglie nove presenze fino al termine del campionato di Serie B. Nella stagione successiva riesce a ritagliarsi un posto da titolare, giocando tutte le partite del girone di andata, segnando i suoi primi 2 gol in carriera e rivelandosi come uno dei migliori difensori centrali della serie cadetta. Il 29 gennaio 2019 l'Inter ne riacquista il cartellino e contestualmente lascia il giocatore in prestito in Abruzzo fino alla fine della stagione.
Terminato il prestito al Pescara, Gravillon passa in prestito con diritto di riscatto al Sassuolo. Il 2 settembre successivo, viene girato in prestito all'Ascoli fino al termine della stagione, collezionando 30 presenze in tutto.
Il 25 settembre 2020 viene nuovamente ceduto in prestito, questa volta ai francesi del Lorient. Il 13 luglio 2021, viene ceduto un'altra volta in prestito in Ligue 1, in questo caso allo Stade Reims, venendo poi riscattato dal club per 3,5 milioni di euro al termine della stagione.
Il 31 gennaio 2023, ultimo giorno della finestra invernale di mercato, Gravillon passa in prestito con diritto di riscatto al Torino, tornando in Italia dopo quasi tre anni. Gioca solo 7 partite di campionato con i piemontesi e a fine stagione torna in Francia.
Il 21 luglio 2023 viene ceduto a titolo definitivo ai turchi dell’Adana Demirspor con cui firma un contratto triennale.

### Nazionale
Nel giugno del 2021 viene convocato per la prima volta dalla nazionale della Guadalupa, con cui in seguito partecipa anche alla CONCACAF Gold Cup 2023.

## Statistiche

### Presenze e reti nei club
Statistiche aggiornate al 7 maggio 2024.
| Stagione        | Squadra         | Campionato      | Campionato | Campionato | Coppe nazionali | Coppe nazionali | Coppe nazionali | Coppe continentali | Coppe continentali | Coppe continentali | Altre coppe | Altre coppe | Altre coppe | Totale | Totale |
| Stagione        | Squadra         | Comp            | Pres       | Reti       | Comp            | Pres            | Reti            | Comp               | Pres               | Reti               | Comp        | Pres        | Reti        | Pres   | Reti   |
| --------------- | --------------- | --------------- | ---------- | ---------- | --------------- | --------------- | --------------- | ------------------ | ------------------ | ------------------ | ----------- | ----------- | ----------- | ------ | ------ |
| 2017-gen. 2018  | Benevento       | A               | 2          | 0          | CI              | 0               | 0               | -                  | -                  | -                  | -           | -           | -           | 2      | 0      |
| gen.-giu. 2018  | Pescara         | B               | 9          | 0          | CI              | 0               | 0               | -                  | -                  | -                  | -           | -           | -           | 9      | 0      |
| 2018-2019       | Pescara         | B               | 29         | 2          | CI              | 2               | 0               | -                  | -                  | -                  | -           | -           | -           | 31     | 2      |
| Totale Pescara  | Totale Pescara  | Totale Pescara  | 38         | 2          |                 | 2               | 0               |                    | -                  | -                  |             | -           | -           | 40     | 2      |
| lug.-set. 2019  | Sassuolo        | A               | 0          | 0          | CI              | 1               | 0               | -                  | -                  | -                  | -           | -           | -           | 1      | 0      |
| set. 2019-2020  | Ascoli          | B               | 29         | 0          | CI              | 0               | 0               | -                  | -                  | -                  | -           | -           | -           | 29     | 0      |
| 2020-2021       | Lorient         | L1              | 26         | 1          | CF              | 0               | 0               | -                  | -                  | -                  | -           | -           | -           | 26     | 1      |
| 2021-2022       | Stade Reims     | L1              | 26         | 0          | CF              | 1               | 0               | -                  | -                  | -                  | -           | -           | -           | 27     | 0      |
| 2022-2023       | Torino          | A               | 7          | 0          | CI              | 0               | 0               | -                  | -                  | -                  | -           | -           | -           | 7      | 0      |
| 2023-2024       | Adana Demirspor | SL              | 30         | 2          | TK              | 1               | 0               | UECL               | 5                  | 0                  | -           | -           | -           | 36     | 2      |
| Totale carriera | Totale carriera | Totale carriera | 158        | 5          |                 | 5               | 0               |                    | 5                  | 0                  |             | -           | -           | 168    | 5      |

### Cronologia presenze e reti in nazionale
| Cronologia completa delle presenze e delle reti in nazionale ― Guadalupa | Cronologia completa delle presenze e delle reti in nazionale ― Guadalupa | Cronologia completa delle presenze e delle reti in nazionale ― Guadalupa | Cronologia completa delle presenze e delle reti in nazionale ― Guadalupa | Cronologia completa delle presenze e delle reti in nazionale ― Guadalupa | Cronologia completa delle presenze e delle reti in nazionale ― Guadalupa | Cronologia completa delle presenze e delle reti in nazionale ― Guadalupa | Cronologia completa delle presenze e delle reti in nazionale ― Guadalupa |
| Data                                                                     | Città                                                                    | In casa                                                                  | Risultato                                                                | Ospiti                                                                   | Competizione                                                             | Reti                                                                     | Note                                                                     |
| ------------------------------------------------------------------------ | ------------------------------------------------------------------------ | ------------------------------------------------------------------------ | ------------------------------------------------------------------------ | ------------------------------------------------------------------------ | ------------------------------------------------------------------------ | ------------------------------------------------------------------------ | ------------------------------------------------------------------------ |
| 2-6-2022                                                                 | Les Abymes                                                               | Guadalupa                                                                | 2 – 0                                                                    | Cuba                                                                     | CONCACAF Nations League 2022-2023 - 1º turno                             | -                                                                        |                                                                          |
| 5-6-2022                                                                 | Basseterre                                                               | Antigua e Barbuda                                                        | 1 – 0                                                                    | Guadalupa                                                                | CONCACAF Nations League 2022-2023 - 1º turno                             | -                                                                        | 45+1’                                                                    |
| 9-6-2022                                                                 | Gros Islet                                                               | Barbados                                                                 | 0 – 1                                                                    | Guadalupa                                                                | CONCACAF Nations League 2022-2023 - 1º turno                             | -                                                                        | 65’                                                                      |
| 12-6-2022                                                                | Les Abymes                                                               | Guadalupa                                                                | 2 – 1                                                                    | Barbados                                                                 | CONCACAF Nations League 2022-2023 - 1º turno                             | -                                                                        | 88’                                                                      |
| 23-3-2023                                                                | Les Abymes                                                               | Guadalupa                                                                | 0 – 1                                                                    | Antigua e Barbuda                                                        | CONCACAF Nations League 2022-2023 - 1º turno                             | -                                                                        | 90+5’                                                                    |
| 26-3-2023                                                                | Santiago de Cuba                                                         | Cuba                                                                     | 1 – 0                                                                    | Guadalupa                                                                | CONCACAF Nations League 2022-2023 - 1º turno                             | -                                                                        | 59’                                                                      |
| 16-6-2023                                                                | Fort Lauderdale                                                          | Antigua e Barbuda                                                        | 0 – 5                                                                    | Guadalupa                                                                | Qual. Gold Cup 2023                                                      | -                                                                        | 60’ 73’                                                                  |
| 20-6-2023                                                                | Fort Lauderdale                                                          | Guadalupa                                                                | 2 – 0                                                                    | Guyana                                                                   | Qual. Gold Cup 2023                                                      | 1                                                                        | 85’                                                                      |
| 26-6-2023                                                                | Toronto                                                                  | Canada                                                                   | 2 – 2                                                                    | Guadalupa                                                                | Gold Cup 2023 - 1º turno                                                 | -                                                                        | 65’ 84’                                                                  |
| 1-7-2023                                                                 | Houston                                                                  | Cuba                                                                     | 1 – 4                                                                    | Guadalupa                                                                | Gold Cup 2023 - 1º Turno                                                 | -                                                                        | 58’                                                                      |
| 4-7-2023                                                                 | Harrison                                                                 | Guadalupa                                                                | 2 – 3                                                                    | Guatemala                                                                | Gold Cup 2023 - 1º Turno                                                 | 1                                                                        |                                                                          |
| 7-9-2023                                                                 | Saint Peter Basseterre                                                   | Saint Kitts e Nevis                                                      | 1 – 2                                                                    | Guadalupa                                                                | CONCACAF Nations League 2023-2024 - 1º turno                             | -                                                                        |                                                                          |
| 10-9-2023                                                                | Sainte-Anne                                                              | Guadalupa                                                                | 4 – 0                                                                    | Sint Maarten                                                             | CONCACAF Nations League 2023-2024 - 1º turno                             | -                                                                        |                                                                          |
| 12-10-2023                                                               | Gros Islet                                                               | Saint Lucia                                                              | 2 – 1                                                                    | Guadalupa                                                                | CONCACAF Nations League 2023-2024 - 1º turno                             | -                                                                        |                                                                          |
| 15-10-2023                                                               | Sainte-Anne                                                              | Guadalupa                                                                | 2 – 0                                                                    | Saint Lucia                                                              | CONCACAF Nations League 2023-2024 - 1º turno                             | -                                                                        | 80’ 82’                                                                  |
| 5-9-2024                                                                 | San José                                                                 | Costa Rica                                                               | 3 – 0                                                                    | Guadalupa                                                                | CONCACAF Nations League 2024-2025 - 1º turno                             | -                                                                        |                                                                          |
| 9-9-2024                                                                 | Le Gosier                                                                | Guadalupa                                                                | 1 – 0                                                                    | Suriname                                                                 | CONCACAF Nations League 2024-2025 - 1º turno                             | -                                                                        | 89’                                                                      |
| 11-10-2024                                                               | Le Gosier                                                                | Guadalupa                                                                | 0 – 1                                                                    | Martinica                                                                | CONCACAF Nations League 2024-2025 - 1º turno                             | -                                                                        |                                                                          |
| 15-10-2024                                                               | Le Gosier                                                                | Martinica                                                                | 0 – 0                                                                    | Guadalupa                                                                | CONCACAF Nations League 2024-2025 - 1º turno                             | -                                                                        | 60’                                                                      |
| Totale                                                                   |                                                                          | Presenze                                                                 | 19                                                                       |                                                                          | Reti                                                                     | 2                                                                        |                                                                          |

## Palmarès

### Club

#### Competizioni giovanili
- Campionato Primavera: 1

Inter: 2016-2017
- Coppa Italia Primavera: 1

Inter: 2015-2016